# Brinco da Marquesa
O Grêmio Recreativo Cultural Beneficente Escola de Samba Brinco da Marquesa é uma escola de samba da cidade de São Paulo. Sua sede é localizada na Vila Brasilina, embaixo do viaduto Maria Maluf, na Rua Dom Villares, número 300.

## Segmentos

### Presidentes
| Nome          | Mandato                   | Ref.  |
| ------------- | ------------------------- | ----- |
| Paulo Camarão | ?-Agosto de 2014          | [ 2 ] |
| Adriano Bejar | Agosto de 2014-atualidade | [ 3 ] |

### Intérpretes
| Carnavais | Intérprete oficial | Referências |
| --------- | ------------------ | ----------- |
| 2014-2015 | Alécio Reis        |             |
| 2016-2018 | Alécio Reis e Buiu |             |

### Diretores
| Período         | Diretor de Carnaval   | Diretor geral de harmonia        | Mestre de bateria    | Ref. |
| --------------- | --------------------- | -------------------------------- | -------------------- | ---- |
| 2014-2015       | Clóvis Xavier Pereira | André Kaern de Moraes            | Walter Camilo        |      |
| 2016            | Comissão              | Marcão, André e Patrícia         | Waltão e Diogo Silva |      |
| 2017            | Comissão              | Marcão, André, Patrícia e Júnior | Diogo Silva          |      |
| 2018-atualidade | Comissão              | Marcão, Patricia e Junior        | Mestre Baruk         |      |
| 2019            | Comissão              | Marcão, Patricia e Junior        | Mestre Juan          |      |

### Coreógrafos
| Período   | Nome            | Ref. |
| --------- | --------------- | ---- |
| 2014      | Paulo e Malzira |      |
| 2016-2017 | Kleber Camilo   |      |

### Casal de Mestre-sala e Porta-bandeira
| Período   | Nome                      | Ref.  |
| --------- | ------------------------- | ----- |
| 2014      | Ronaldinho e Érika        | [ 2 ] |
| 2015      | Ronaldinho e Bia          | [ 4 ] |
| 2016-2018 | Lucas e Beatriz Dias      | [ 3 ] |
| 2019-2021 | Ronaldinho e Sara         |       |
| 2024-     | Samuel e Sofia Nascimento |       |

### Corte de Bateria
| Período         | Rainha          | Rei          | Musa       | Ref.  |
| --------------- | --------------- | ------------ | ---------- | ----- |
| 2014-2018       | Juliana         | Bruno Oliver |            | [ 3 ] |
| 2019-2019       | Karoline frança | Lukas Huan   | Bia Molina |       |
| 2020-atualidade |                 | Lukas Huan   | Bia Molina |       |

## Carnavais
| Ano  | Colocação | Grupo | Enredo | Carnavalesco | Ref.          |
| ---- | --- | --- | --- | --- | ------------- |
| 1992 | 11º lugar | Seleção B-UESP | Vale a pena ver de novo | |               |
| 1993 | Campeã | Seleção A-UESP | Samba, cerveja e mulher... Ainda morro disso | |               |
| 1994 | Campeã | 4-UESP | Circo, o teatro da ilusão | |               |
| 1995 | Vice-campeã | 3-UESP | As quatro estações do ano | |               |
| 1996 | 9º lugar | 2-UESP | Amor que te quero amar | |               |
| 1997 | 5º lugar | 3-UESP | Jogos - Sorte ou Azar? | |               |
| 1998 | 6º lugar | 2-UESP | Noites Africanas em terras Brasil | |               |
| 1999 | Vice-campeã | 2-UESP | Voar, um sonho de liberdade | |               |
| 2000 | 9º lugar | 1A-UESP | De pé em pé caminha a humanidade | |               |
| 2001 | 8º lugar | 2-UESP | Século 21: A esperança está em nós | |               |
| 2002 | Vice-campeã | 2-UESP | Décadas de Ouro | |               |
| 2003 | 4º lugar | 2-UESP | Jamil - Uma história das Arábias | |               |
| 2004 | 9º lugar | 1A-UESP | Brinco da Marquesa no palácio das ilusões entre plumas, paetês e comemorações                                                                            | |               |
| 2005 | 6º lugar | 2-UESP | De lá pra cá... Brasil, o país do Carnaval | |               |
| 2006 | Campeã | 2-UESP | Orixás, os Deuses que vieram da África | |               |
| 2007 | 8º lugar | 1-UESP | O grande amor da Arca Sagrada | |               |
| 2008 | 9º lugar | 2-UESP | Anastácia a princesa escrava que virou santa | |               |
| 2009 | 4º lugar | 2-UESP | Em uma viagem de sonhos, Zé Carioca leva as crianças do Brinco da Marquesa para Disney                                                                   | |               |
| 2010 | 4º lugar | 2-UESP | Sou Cabra da Peste, salve os reis do meu Nordeste | |               |
| 2011 | 10º lugar | 2-UESP | A viagem fantástica ao mundo do Circo, da lona ao social                                                                                                 | Emerson Branco |               |
| 2012 | 4º lugar | 3-UESP | Sou jóia rara da Marquesa | Emerson Branco |               |
| 2013 | 8º lugar | 2-UESP | África - Entre tribos e etnias avança a humanidade! | Emerson Branco |               |
| 2014 | 12º lugar | 2-UESP | Após as 18h00, a Brinco da Marquesa viaja nos encantos da noite Compositores: Thiago Praxedes, Luiz Oliveira e Danilo Alves.                             | Emerson Branco | [ 2 ] [ 5 ]   |
| 2015 | 4º lugar | 3-UESP | Na magnitude dessa noite, o Brinco canta Ginga Compositores: Cássio de Oliveira, Kamarão, Pedrinho Batucada, Amado e Douglas Chará.                      | Ednei Pedro Mariano | [ 4 ]         |
| 2016 | Campeã | 3-UESP | Marquesa nos mistérios e magias da floresta Compositores: Pablo Souza, Renato Silvestre, Thiago Lenci                                                    | Edinei Pedro Mariano                                                                                                   | [ 3 ]         |
| 2017 | Vice-campeã | 2-UESP | Desejos, qual é o seu? Enredo de Paulo Kunta Carnavalesco                                                                                                | Edinei Pedro Mariano                                                                                                   |               |
| 2018 | 12º lugar | Acesso 2 | A Marquesa e o Ouro Verde Compositores: Pablo Souza, Buiu MT, Pedrinho Sem Braço, Renato Silvestre, André Luiz                                           | Edinei Pedro Mariano                                                                                                   | [ 6 ]         |
| 2019 | Vice-campeã | Especial de Bairros | Os nossos grandes heróis Compositores: Pablo Souza, Pedrinho Sem Braço, Thiago de Xangô, Celsinho Mody, André Luiz, Buiu MT                              | Carlos Marques | [ 7 ]         |
| 2020 | Campeã | Especial de Bairros | Oxalá criou o mundo e deu ao mundo civilizações... Compositores: Pablo Souza, Pedrinho Sem Braço, Thiago de Xangô, André Luiz, Buiu MT, Felipe Oliveiria | Carlos Marques | [ 8 ]         |
| 2021 | Inicialmente adiados para o mês de julho, os desfiles do Carnaval 2021 foram cancelados devido a pandemia de Covid-19. | Inicialmente adiados para o mês de julho, os desfiles do Carnaval 2021 foram cancelados devido a pandemia de Covid-19. | Inicialmente adiados para o mês de julho, os desfiles do Carnaval 2021 foram cancelados devido a pandemia de Covid-19.                                   | Inicialmente adiados para o mês de julho, os desfiles do Carnaval 2021 foram cancelados devido a pandemia de Covid-19. | [ 9 ]         |
| 2022 | 10º lugar | Acesso 2 | Estação Japão-Liberdade. Do Afro ao Oriental Compositores: Pablo Souza, Buiu MT e time de compositores                                                   | Carlos Marques | [ 10 ] [ 11 ] |
| 2023 | 10º lugar | Acesso 2 | É Festa! No Brasil é alegria o ano inteiro, a Marquesa comemora com você...                                                                              | Carlos Marques | [ 12 ]        |
| 2024 | Campeã | Especial de Bairros | Entre sonhos e pesadelos a Marquesa viaja pelo reino de Morfeu                                                                                           | Comissão de Carnaval                                                                                                   | [ 13 ]        |
| 2025 | 9° lugar | Acesso 2 | A Marquesa na Cidade do Amor | Comissão de Carnaval                                                                                                   | [ 14 ]        |